# Eunotosaurus
Eunotosaurus foi um gênero de réptil primitivo que viveu na África subsariana no período Permiano. O réptil é a resposta da evolução das tartarugas de hoje em dia, por ter sido descoberto um registro de um casco primitivo.